# Toni Duggan
Toni Duggan (Liverpool, 25 juli 1991) is een Engels voetballer die als aanvaller speelt. Zij staat sinds 2019 onder contract bij Atletico Madrid en zij komt tevens uit voor het Engelse nationale elftal.

## Clubvoetbal
Duggan speelde in eigen land bij Everton (2007–2013) en Manchester City (2013–2017). In juli 2017 werd ze gecontracteerd door FC Barcelona. Duggan maakte haar competitiedebuut op 3 september 2017 in een uitwedstrijd tegen Zaragoza CFF (0–9). Als invaller maakte ze het negende doelpunt voor Barça. In 2019 werd ze door Atletico Madrid overgenomen. In de zomer van 2021 ging ze terug naar Everton.

## Nationaal elftal
In 2009 maakte Duggan deel uit van de Engelse ploeg die streed op het Europees kampioenschap voetbal voor vrouwen onder 19 te Wit-Rusland. Mede door een doelpunt van Duggan versloeg Engeland in de finale het Zweedse team met 0–2. Ook was zij onderdeel van de equipe op het wereldkampioenschap van 2015, toen de Engelse dames in Canada onder bondscoach Mark Sampson hun eerste medaille (brons) wisten te bemachtigen. In 2017 speelde ze op het Europees kampioenschap in Nederland. Duggan werd met Engeland in de halve finales door Nederland uitgeschakeld. Ze scoorde tegen Schotland en Portugal.

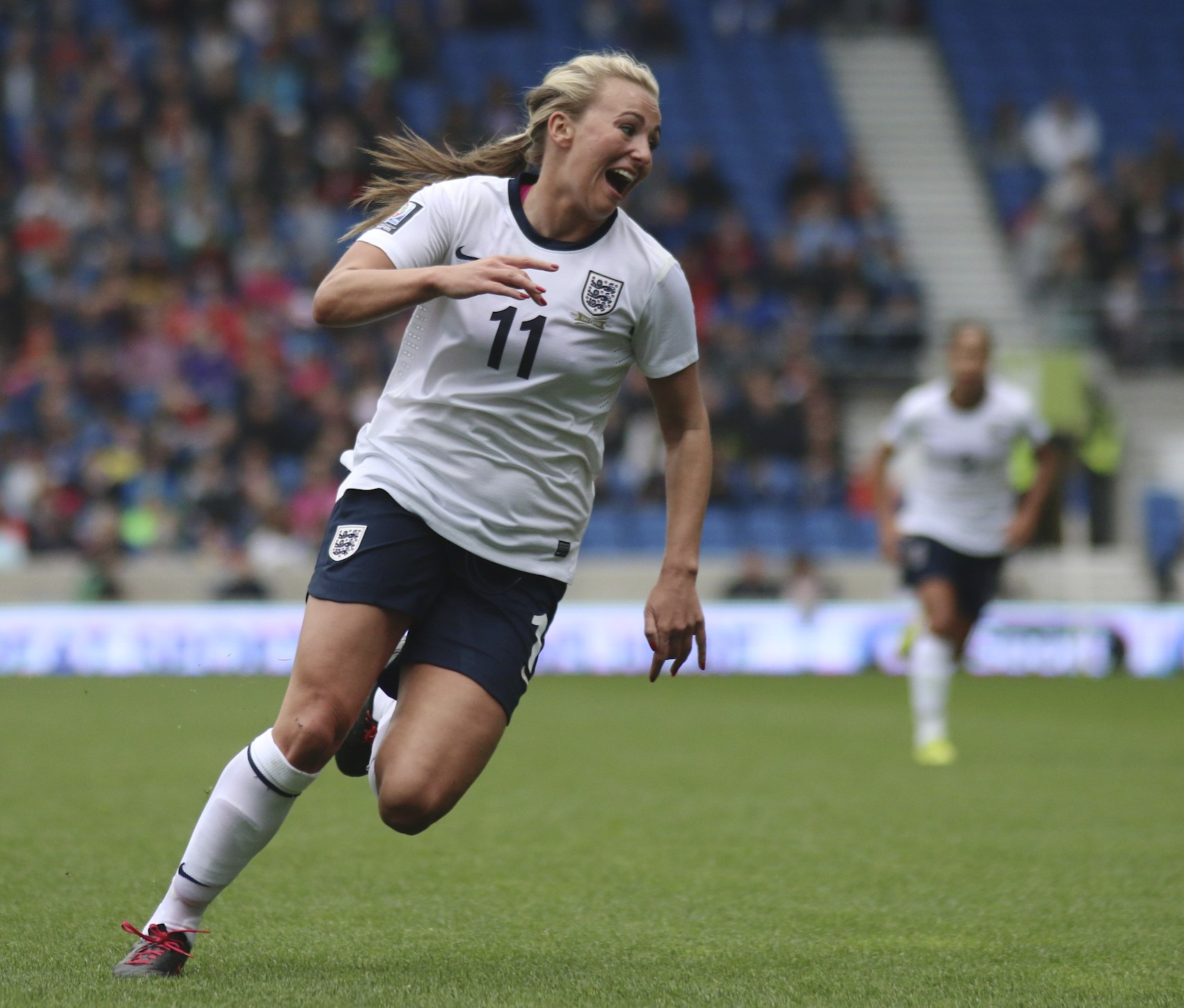
Toni Duggan in het tenue van het Engelse team, 2014